# Veysel
Veysel ist ein türkischer männlicher Vorname arabischen Ursprungs mit der Bedeutung „Wolf“.
Der Name geht auf den ersten islamischen Mystiker Uwais al-Qarani zurück, der im Türkischen als Veysel Karani wiedergegeben wird.

## Namensträger

### Vorname
- Veysel Aksu (* 1985), türkischer Fußballspieler
- Veysel Cihan (* 1976), türkischer Fußballspieler
- Veysel Donbaz (* 1939), türkischer Altorientalist
- Veysel Eroğlu (* 1948), türkischer Hochschullehrer und Politiker
- Veysel Sarı (* 1988), türkischer Fußballspieler

### Künstlername
- Âşık Veysel (1894–1973), türkischer Dichter und Saz-Spieler
- Veysel (Rapper) (* 1984), deutscher Rapper